# Coprinellus pellucidus
Coprinellus pellucidus är en svampart som först beskrevs av Petter Adolf Karsten, och fick sitt nu gällande namn av Redhead, Vilgalys & Moncalvo 2001. Coprinellus pellucidus ingår i släktet Coprinellus och familjen Psathyrellaceae.  Arten är reproducerande i Sverige. Inga underarter finns listade i Catalogue of Life.